# Propodeia complexa
Propodeia complexa är en stekelart som beskrevs av Boucek 1993. Propodeia complexa ingår i släktet Propodeia och familjen puppglanssteklar. Inga underarter finns listade i Catalogue of Life.